# Karussell der Puppen
Karussell der Puppen ist eine 14-teilige Serie mit dem Originaltitel Paper Dolls aus dem Jahr 1984. Sie basiert auf dem 1982 entstandenen gleichnamigen Fernsehfilm und wurde von Leonard Goldberg produziert. Nach dem Vorbild von Glamourserien wie Dallas (ab 1978) und Denver (ab 1981) illustriert auch Karussell der Puppen die Konflikte in einem mächtigen Familienclan und die Welt der High Society. Die Hauptrollen spielten unter anderem Lloyd Bridges, Mimi Rogers und Morgan Fairchild. Nicollette Sheridan gab in der Serie ihr Debüt. Die Serie lief in Deutschland im Vorabendprogramm.

## Handlung
Grant Harper ist der Kopf eines großen Mode- und Kosmetikimperiums. Sein Sohn Wesley ist der Präsident des Kosmetikzweigs. Tochter Blair ist Model und mit David Fenton verheiratet, der ein Sportgeschäft (Tempus) hat. Er und Wesley engagieren ihre jeweiligen Models in der Modelagentur von Racine, in der die 16-jährige Taryn Blake lange der Star war, die aber den Höhepunkt ihrer Karriere nun überschritten hat. Ihre karrieresüchtige Mutter Julia ist ihre Managerin. Neuer Star der Agentur wird die ebenfalls 16-jährige Laurie Caswell, deren Eltern Michael und Dinah anfangs gegen diese Karriere sind. Marjorie Harper ist Grants Frau, Colette Ferrier seine Hauptkonkurrentin in der Kosmetikbranche. Sara Frank ist die Bezirksstaatsanwältin. Sie ist mit dem untreuen Journalisten Mark Bailey verheiratet.

## Synchronisation
| Schauspieler        | Rollenname          | Deutscher Synchronsprecher |
| ------------------- | ------------------- | -------------------------- |
| Lloyd Bridges       | Grant Harper        | Siegmar Schneider          |
| Dack Rambo          | Wesley Harper       | Sigmar Solbach             |
| Mimi Rogers         | Blair Harper-Fenton |                            |
| Richard Beymer      | David Fenton        | Michael Brennicke          |
| Morgan Fairchild    | Racine              | Monika Peitsch             |
| Nicollette Sheridan | Taryn Blake         | Madeleine Stolze           |
| Brenda Vaccaro      | Julia Blake         | Doris Gallart              |
| Terry Farrell       | Laurie Caswell      | Irina Wanka                |
| John Bennett Perry  | Michael Caswell     | Manfred Seipold            |
| Nancy Olson         | Marjorie Harper     | Ursula Traun               |
| Jennifer Warren     | Dinah Caswell       | Maddalena Kerrh            |
| Lauren Hutton       | Colette Ferrier     |                            |
| Anne Schedeen       | Sara Frank          | Marianne Hoffmann          |
| Jonathan Frakes     | Sandy Parris        | Markus Off                 |
| Geoffrey Blake      | Steve               |                            |
| Don Bowron          | Chris York          |                            |
| Alan Fudge          | Dr. van Adams       |                            |
| Roscoe Born         | Mark Bailey         |                            |
| Jamie Rose          | Vrossland           |                            |

## Episodenliste
| Nummer | Originaltitel | Drehbuch                                                                          | Regie                                 | Erstausstrahlung (ABC) |
| ------ | ------------- | --------------------------------------------------------------------------------- | ------------------------------------- | ---------------------- |
| 1      | Laurie        | Teleplay: Jennifer Miller Story: Jennifer Miller, Casey T. Mitchell & Leah Markus | Harry Winer                           | 23. September 1984     |
| 2      | Taryn         | Teleplay: Jennifer Miller Story: Jennifer Miller, Casey T. Mitchell & Leah Markus | Harry Winer                           | 23. September 1984     |
| 3      | Racine        | Jennifer Miller                                                                   | Arthur Allen Seidelman & Alan Smithee | 25. September 1984     |
| 4      | Grant         | Donald Paul Roos                                                                  | Ralph Senensky                        | 9. Oktober 1984        |
| 5      | David         | ?                                                                                 | ?                                     | 16. Oktober 1984       |
| 6      | Wesley        | Michael L. Grace                                                                  | Ralph Senensky                        | 23. Oktober 1984       |
| 7      | Blair         | Stephen Black & Henry Stern                                                       | Edward Parone                         | 30. Oktober 1984       |
| 8      | Sara          | Jill Gorden                                                                       | Ralph Senensky                        | 13. November 1984      |
| 9      | Julia         | Stephen Black & Henry Stern                                                       | Leo Penn                              | 20. November 1984      |
| 10     | Chris         | Donald Paul Roos                                                                  | Edward Parone                         | 27. November 1984      |
| 11     | Colette       | Stephen Black & Henry Stern                                                       | Leo Penn                              | 4. Dezember 1984       |
| 12     | Dinah         | Carol Saraceno                                                                    | Edward Parone                         | 11. Dezember 1984      |
| 13     | Marjorie      | Jill Gorden                                                                       | Leo Penn                              | 18. Dezember 1984      |
| 14     | Finale        | Donald Paul Roos                                                                  | Edward Parone                         | 25. Dezember 1984      |